# Qinngua
Qinngua [ˈqiŋːua] (nach alter Rechtschreibung K'íngua) ist eine grönländische Schäfersiedlung im Distrikt Narsaq in der Kommune Kujalleq.

## Lage
Qinngua liegt dem Namen entsprechend am Ende des Tunulliarfik und damit inmitten der Kette an Schäfersiedlungen um Qassiarsuk. Nach Süden hin ist die nächste Siedlung Qorlortoq in 4,2 km Entfernung, während im Nordosten 1,8 km entfernt Qinngua Kangilleq liegt.

## Bevölkerungsentwicklung
Die Bevölkerungszahl von Qinngua lag in den letzten Jahrzehnten meist zwischen vier und sieben Personen. Einwohnerzahlen der Schäfersiedlungen sind letztmals für 2013 bekannt. Qinngua wird statistisch unter „Farmen bei Qassiarsuk“ geführt.